# ジミー・ミラー
ジェームズ "ジミー" ミラー（Jimmy Miller、1942年3月23日 - 1994年10月22日）はブルックリン生まれのプロデューサー、ドラマー、パーカッショニスト。

## 概要
1960年代中期から1990年代初頭まで多くのアルバムを制作した。有名なものにブラインド・フェイス、トラフィック、プラズマティックス、モーターヘッド、The World Bank、プライマル・スクリームの作品がある。
スペンサー・デイヴィス・グループの大ヒット曲「愛しておくれ」（1966年）をプロデュース、続く「アイム・ア・マン」（1967年）を共作、プロデュースした。
1968年から5年間、ローリング・ストーンズの「ジャンピン・ジャック・フラッシュ」（1968年）を皮切りに、数々のシングルと、アルバム『ベガーズ・バンケット』（1968年）、『レット・イット・ブリード』（1969年）、『スティッキー・フィンガーズ』（1971年）、『メイン・ストリートのならず者』（19728年）、『山羊の頭のスープ』（1973年）を制作し、批評的・商業的に歴史的な成功を収めた。
パーカッションを多用したポリリズムに特色がある。『レコード・コレクターズ』誌のジミー・ミラー特集（2010年6月号）によると、1950年代には、後にPファンクを創始するジョージ・クリントンと友人で、クリントンのドゥーワップ・グループ「パーラメンツ」のシングルを制作したこともある。

## 盤歴
| Year | Artist                               | Album details                |
| ---- | ------------------------------------ | ---------------------------- |
| 1967 | トラフィック                         | ミスター・ファンタジー       |
| 1968 | トラフィック                         | Traffic                      |
| 1968 | ローリング・ストーンズ               | ベガーズ・バンケット         |
| 1969 | トラフィック                         | Last Exit                    |
| 1969 | ローリング・ストーンズ               | レット・イット・ブリード     |
| 1969 | ブラインド・フェイス                 | スーパー・ジャイアンツ       |
| 1970 | ジンジャー・ベイカーズ・エアフォース | Ginger Baker's Air Force     |
| 1971 | ローリング・ストーンズ               | スティッキー・フィンガーズ   |
| 1972 | ローリング・ストーンズ               | メイン・ストリートのならず者 |
| 1972 | クラッカー                           | La Familia                   |
| 1973 | ローリング・ストーンズ               | 山羊の頭のスープ             |
| 1973 | クラッカー                           | Kracker Brand                |
| 1979 | モーターヘッド                       | オーヴァーキル               |
| 1979 | モーターヘッド                       | Bomber                       |
| 1991 | プライマル・スクリーム               | スクリーマデリカ             |

## 参照
1. ↑  “Jimmy Miller Discography at Discogs”.   Discogs.com. 2013年1月4日閲覧。
2. ↑  Sunday Morning Playlist: Top Twenty Record Producers of the Rock Era - Page 5